# Barichneumon archboldi
Barichneumon archboldi là một loài tò vò trong họ Ichneumonidae.